# Begova Glavica
Begova Glavica (cyr. Бегова Главица) – wieś w Czarnogórze, w gminie Podgorica. W 2011 roku liczyła 23 mieszkańców.